# 9e Brigade d'infanterie canadienne
Pour les articles homonymes, voir 9e brigade.

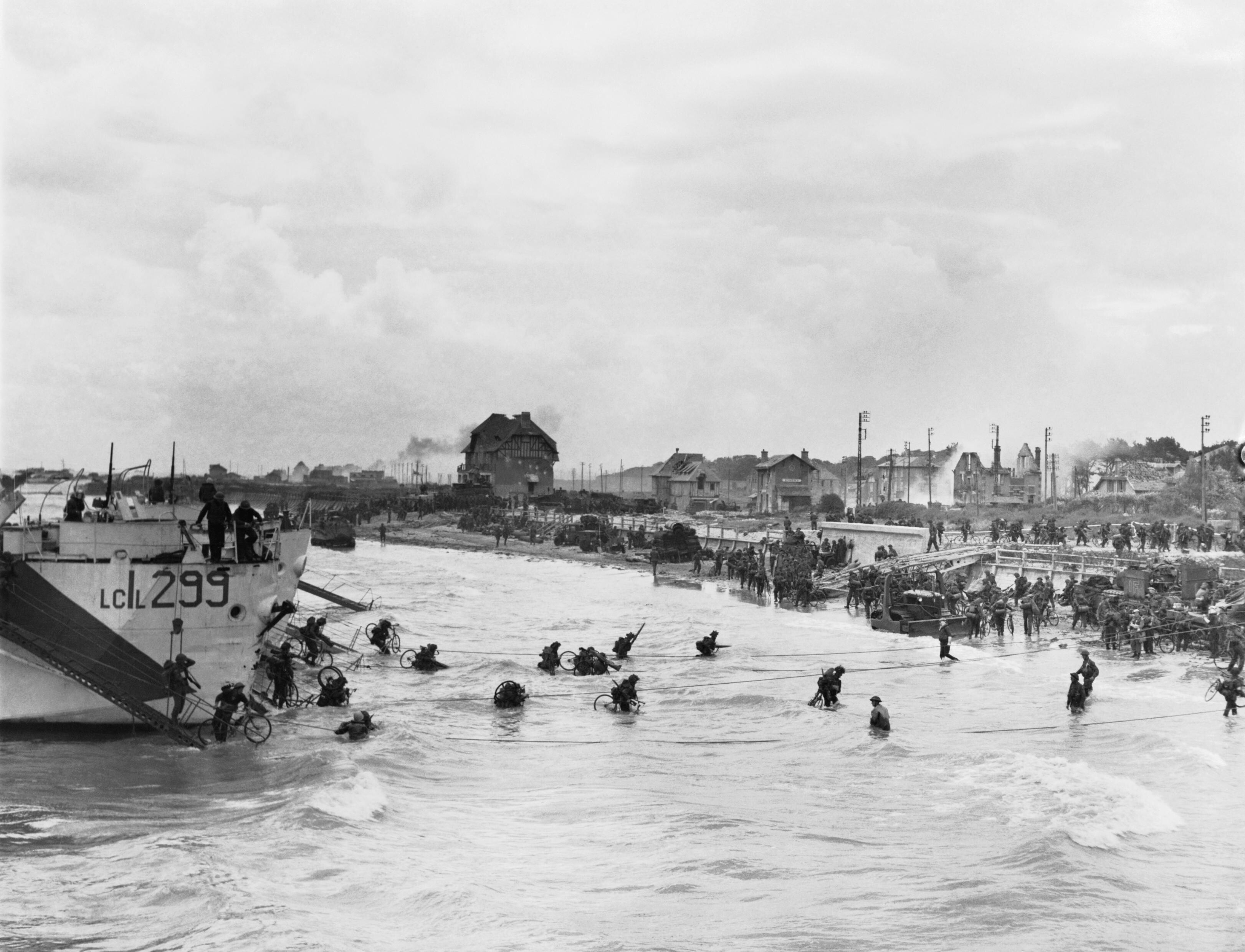
Les troupes de la 9e Brigade d’infanterie canadienne débarquent le 6 juin 1944 dans le cadre du débarquement de Normandie à Juno Beach

La 9e Brigade d'infanterie canadienne faisait partie de la 3e Division d'infanterie canadienne dans l'Armée de terre canadienne lors de la Seconde Guerre mondiale.

## Annexe